# Прохождение (астрономия)

Прохождение Луны по диску Земли, снимки получены 16 июля 2015 года спутником DSCOVR с расстояния 1 млн миль от Земли, видна лишь обратная сторона Луны

Прохожде́ние, или астрономи́ческий транзи́т — астрономическое явление, во время которого с точки зрения наблюдателя из определённой точки одно небесное тело проходит перед другим небесным телом, заслоняя его часть.

## Определение
Термин «прохождение» употребляется в тех случаях, когда более близкий к наблюдателю объект по своему относительному (видимому) размеру значительно меньше, чем более удаленный объект. В тех случаях, когда более близкий объект по своим видимым размерам сравним или превосходит более удаленный, употребляют термин «покрытие». Астрономические события, во время которых один объект отбрасывает тень на другой, называются «затмениями». Все эти три типа явлений являют собой видимые проявления сизигии.
В качестве примера прохождения можно привести прохождение какой-либо планеты между земным наблюдателем и Солнцем. Разумеется, подобное возможно только с Меркурием и Венерой. Однако, если наблюдатель находится на ещё более удаленной планете, например на Марсе, то он может увидеть и прохождение Земли перед Солнцем (ближайшее произойдёт 10 ноября 2084 года). Существуют астероиды, например, (1383) Лимбургия, с таким малым наклонением орбиты к эклиптике, что прохождение Земли по диску Солнца с них будет видно при каждом нижнем соединении Земли с Солнцем (то есть, для данного примера — каждые чуть больше года). Точно так же при каждом нижнем соединении Венера будет проходить по диску Солнца при наблюдении с астероида (6719) Gallaj, а Меркурий — с астероида (2583) Фатьянов, поскольку взаимное наклонение с орбитами соответствующих планет у этих астероидов очень мало.

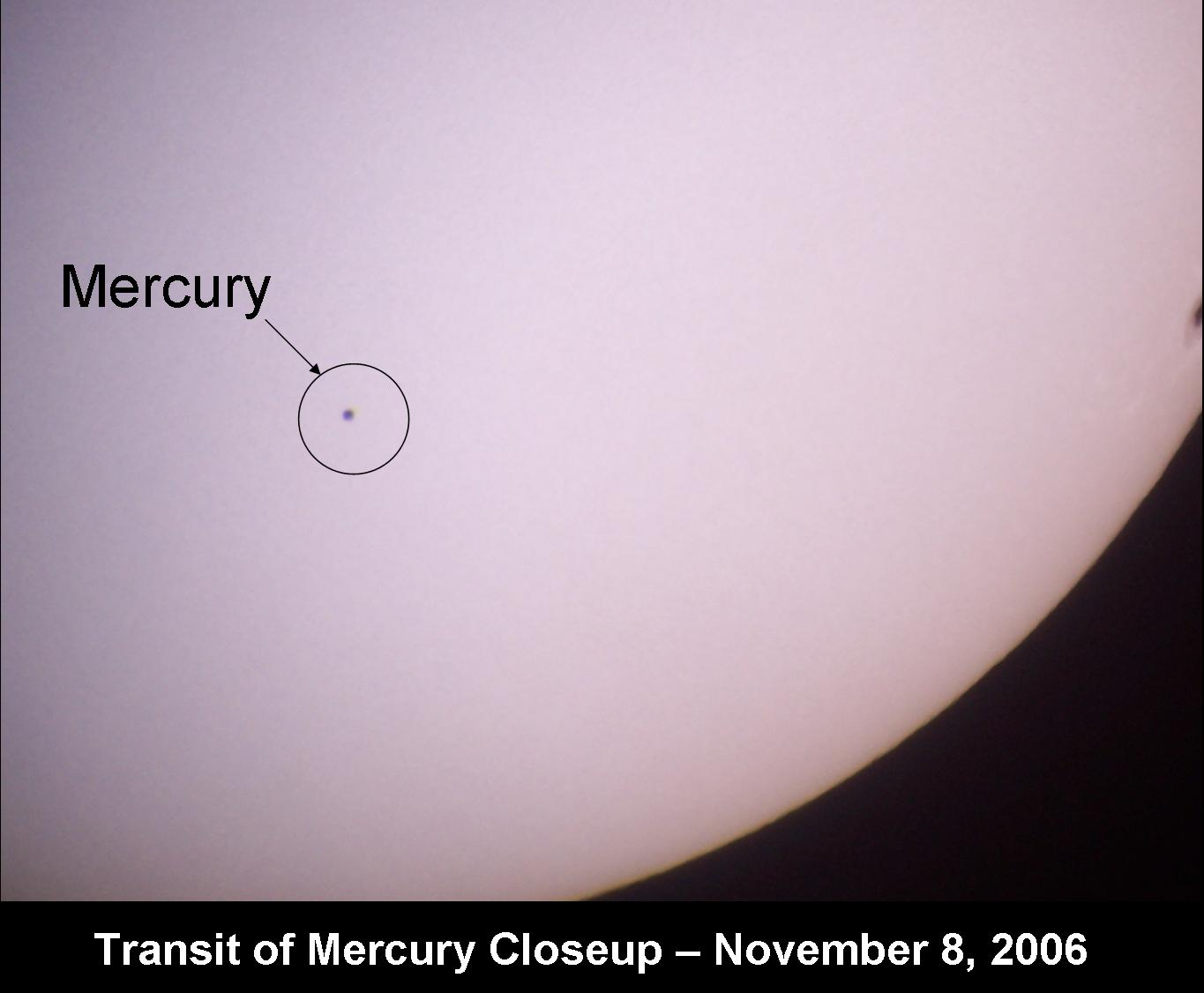
Прохождение Меркурия по диску Солнца 8 ноября 2006 года

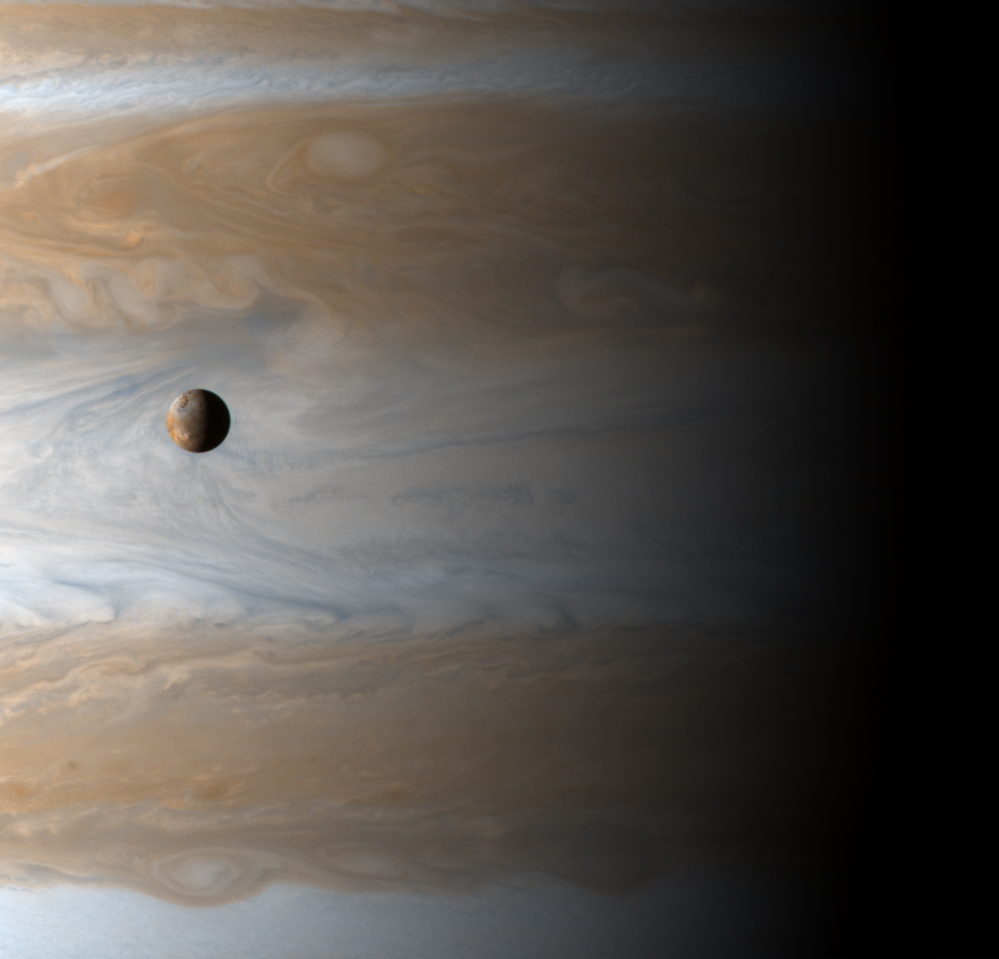
Ио проходит над поверхностью Юпитера (снимок с космического корабля «Кассини»)

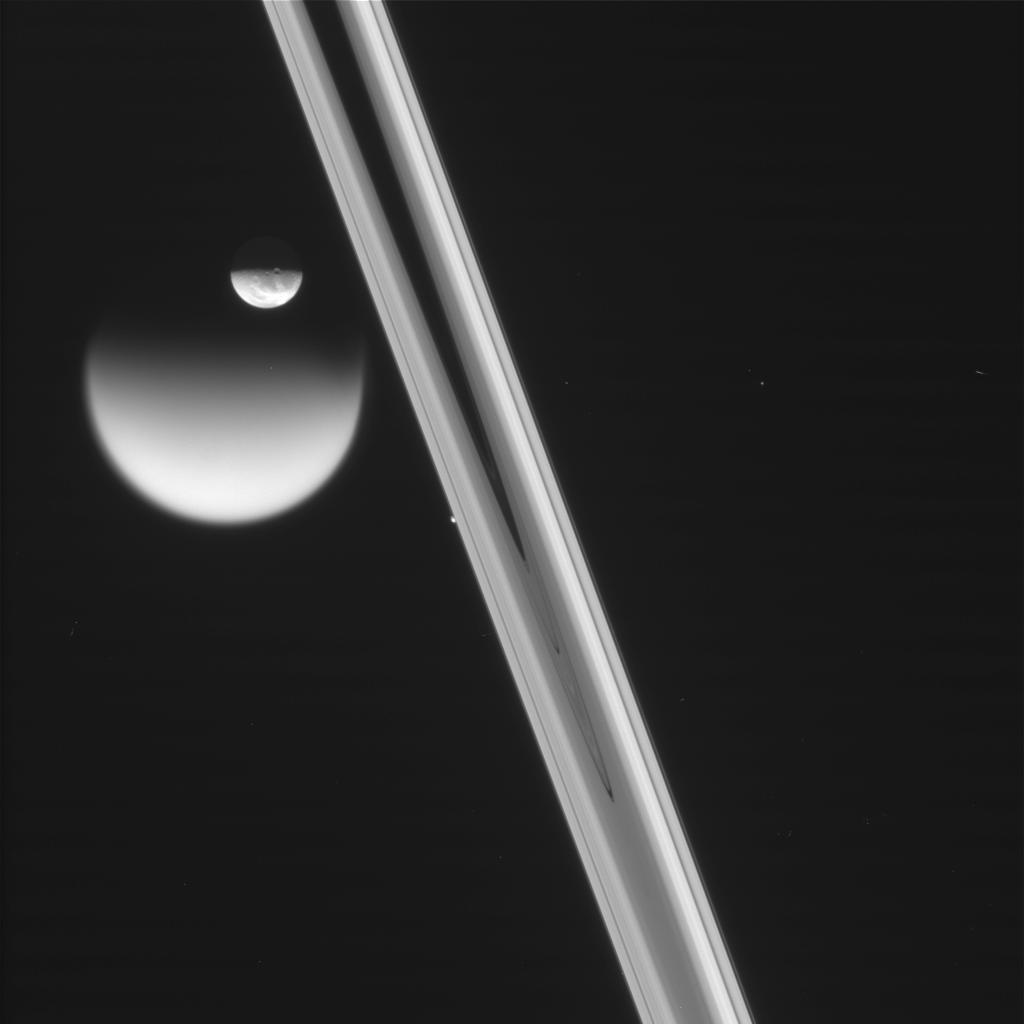
Диона проходит перед Титаном, снимок с космического корабля «Кассини». На заднем плане виден также спутник Прометей, покрываемый кольцами Сатурна

Термин «прохождение» также может описывать движение естественного спутника над поверхностью планеты, например легко видимое земному наблюдателю прохождение Галилеевых спутников (Ио, Европы, Ганимеда и Каллисто) над поверхностью Юпитера.
Это астрономическое явление требует выстраивания трех небесных тел в линию. Гораздо более редкое явление — выстраивание четырёх небесных тел в линию. Последнее такое событие в Солнечной системе произошло 27 апреля 1586 года, когда с Венеры был виден проход Меркурия над поверхностью Солнца, и в тот же самый момент с Сатурна было видно прохождение самой Венеры над Солнцем.
В последние годы, в связи с открытием экзопланет, ученые заинтересовались возможностью засечь инструментально их прохождения над поверхностью звезд-центров их солнечных систем (см. Транзитный метод). Планета HD 209458 b (неофициальное название — Осирис) стала первой открытой экзопланетой такого рода.

## Взаимные прохождения и покрытия планет
В редких случаях (для земного наблюдателя) можно увидеть прохождение диска одной планеты поверх диска другой. В следующий раз такое событие произойдет 22 ноября 2065 года приблизительно в 12:43 по всемирному координированному времени, когда Венера близко к своему верхнему соединению (с угловым размером, равным 10.6″) пройдёт перед Юпитером (с угловым размером 30.9″). Однако это прохождение пройдёт всего в 8° к западу от солнечного диска, и таким образом, будет не видно невооруженному и незащищённому глазу.
Как говорилось выше, проход более крупного (в видимых размерах) объекта перед более мелким называется не «прохождением», а «покрытием». Так, незадолго до того, как пройти перед Юпитером, Венера «покроет» один из его спутников, Ганимед. Это случится в тот же день в 11:24 и будет видно из самых южных районов Земли. Из-за эффекта параллакса время прохождения Венеры будет меняться на несколько минут в зависимости от местоположения земного наблюдателя.
Всего с 1700 по 2200 годы случилось или случится только 18 видимых земному наблюдателю взаимных прохождений планет друг по другу. Обратите внимание на длительный промежуток с 1818 по 2065 годы.

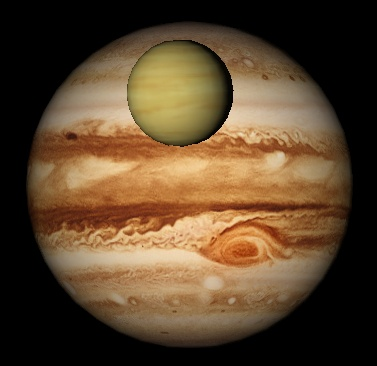
Компьютерная эмуляция видимого с Земли прохождения Венеры перед Юпитером, случившегося 3 января 1818 года

- 19 сентября 1702 года — Юпитер покрыл Нептун
- 20 июля 1705 года — Меркурий прошёл перед Юпитером
- 14 июля 1708 года — Меркурий покрыл Уран
- 4 октября 1708 года — Меркурий прошёл перед Юпитером
- 28 мая 1737 года — Венера покрыла Меркурий
- 29 августа 1771 года — Венера прошла перед Сатурном
- 21 июля 1793 года — Меркурий покрыл Уран
- 9 декабря 1808 года — Меркурий прошёл перед Сатурном
- 3 января 1818 года — Венера прошла перед Юпитером
- 22 ноября 2065 года — Венера пройдёт перед Юпитером
- 15 июля 2067 года — Меркурий покроет Нептун
- 11 августа 2079 года — Меркурий покроет Марс
- 27 октября 2088 года — Меркурий пройдёт перед Юпитером
- 7 апреля 2094 года — Меркурий пройдёт перед Юпитером
- 21 августа 2104 года — Венера покроет Нептун
- 14 сентября 2123 года — Венера пройдёт перед Юпитером
- 29 июля 2126 года — Меркурий покроет Марс
- 2 декабря 2133 года — Венера покроет Меркурий

Событие 1737 года наблюдалось Джоном Бевисом в Гринвичской обсерватории — до сих пор это единственное подробно описанное наблюдение взаимного прохождения планет. Прохождение Марса перед Юпитером, случившееся 12 сентября 1170 года, наблюдалось монахом Гервасом Кентерберийским и китайскими астрономами.

## Контакты
Во время прохождения выделяют четыре «контакта», когда контур меньшего объекта касается контура большего объекта в одной точке. Контакты происходят в следующем порядке:
- Первый контакт: Меньшее тело полностью снаружи большего, движется внутрь
- Второй контакт: Меньшее тело полностью внутри большего, продолжает движение внутрь
- Третий контакт: Меньшее тело полностью внутри большего, движется наружу
- Четвёртый контакт: Меньшее тело полностью снаружи большего, начинает удаляться